# Il giro del mondo in 80 giorni (miniserie televisiva 1989)
Il giro del mondo in 80 giorni (Around the World in 80 Days) è una miniserie televisiva in 3 puntate del 1989 diretta da Buzz Kulik e tratta dal romanzo omonimo scritto da Jules Verne nel 1873.
Trasmessa negli Stati Uniti dal 16 al 18 aprile 1989 sulla rete NBC

## Trama
il gentiluomo britannico Phileas Fogg è un uomo ricco, riservato e celibe con abitudini regolari, vive in maniera assai metodica e precisa durante gli impegni quotidiani; non ammette imprecisioni ed imprevisti e vive con un maniacale rispetto per la puntualità (ad inizio film lo si vedrà licenziare il proprio maggiordomo "reo" di aver predisposto il bagno di circa un grado in meno della temperatura stabilita ed assumerne al suo posto uno francese, Jean Passepartout, alla ricerca di un tranquillo gentiluomo abitudinario da servire in tranquillità).
In una diatriba nata durante una partita di Bridge al Reform Club (presso il quale il gentiluomo si reca ogni giorno) si farà coinvolgere in una scommessa circa la durata di un viaggio intorno al mondo con i mezzi moderni dell'epoca (Fogg a dispetto del parere degli altri soci afferma la fattibilità di compiere tale cimento in soli 80 giorni) e, fermo sulle sue convinzioni, scommette metà del proprio patrimonio per compiere l'impresa e ripresentarsi al rintocco della pendola all'interno del reform club da lì a 80 giorni.
Il giorno della partenza da Londra di Fogg e del maggiordomo Passepartout si verifica all'interno di una importante banca della città un clamoroso furto di diverse migliaia di sterline, refurtiva e ladro spariscono senza lasciare traccia ed alcuni testimoni descrivono il ladro come un perfetto gentiluomo inglese; quasi immediatamente i sospetti cadono sul Phileas Fogg dal momento che corrisponde perfettamente alla descrizione ed ha fretta di lasciare la città all'indomani del grosso colpo, la banca mette quindi alle sue tracce diversi investigatori sparsi nei diversi paesi, tra i quali l'ispettore Fix, un uomo di mezza età basso e piuttosto sovrappeso ma dalle indubbie competenze...
La storia si snoda quindi lungo tutto il viaggio intorno al mondo e alle avventure che il gentiluomo e il servitore vivranno in compagnia per gran parte del viaggio del misterioso signor Fix (l'ispettore che non rivela loro la propria identità) e la principessa Auda, salvata da un sacrificio Tug alla dea Kali in terre selvagge.

## Curiosità
il film segue linearmente il romanzo di Jules Verne ma viene colta l'occasione per fare incrociare ai personaggi alcuni nomi noti dell'epoca (tra i quali si citano Sarah Bernhardt, Louis Pasteur, Jesse James, Cornelius Vanderbilt e la regina Vittoria).

## Riconoscimenti
La serie ha ricevuto 3 candidature agli Emmy Award